# Niccolò Tron

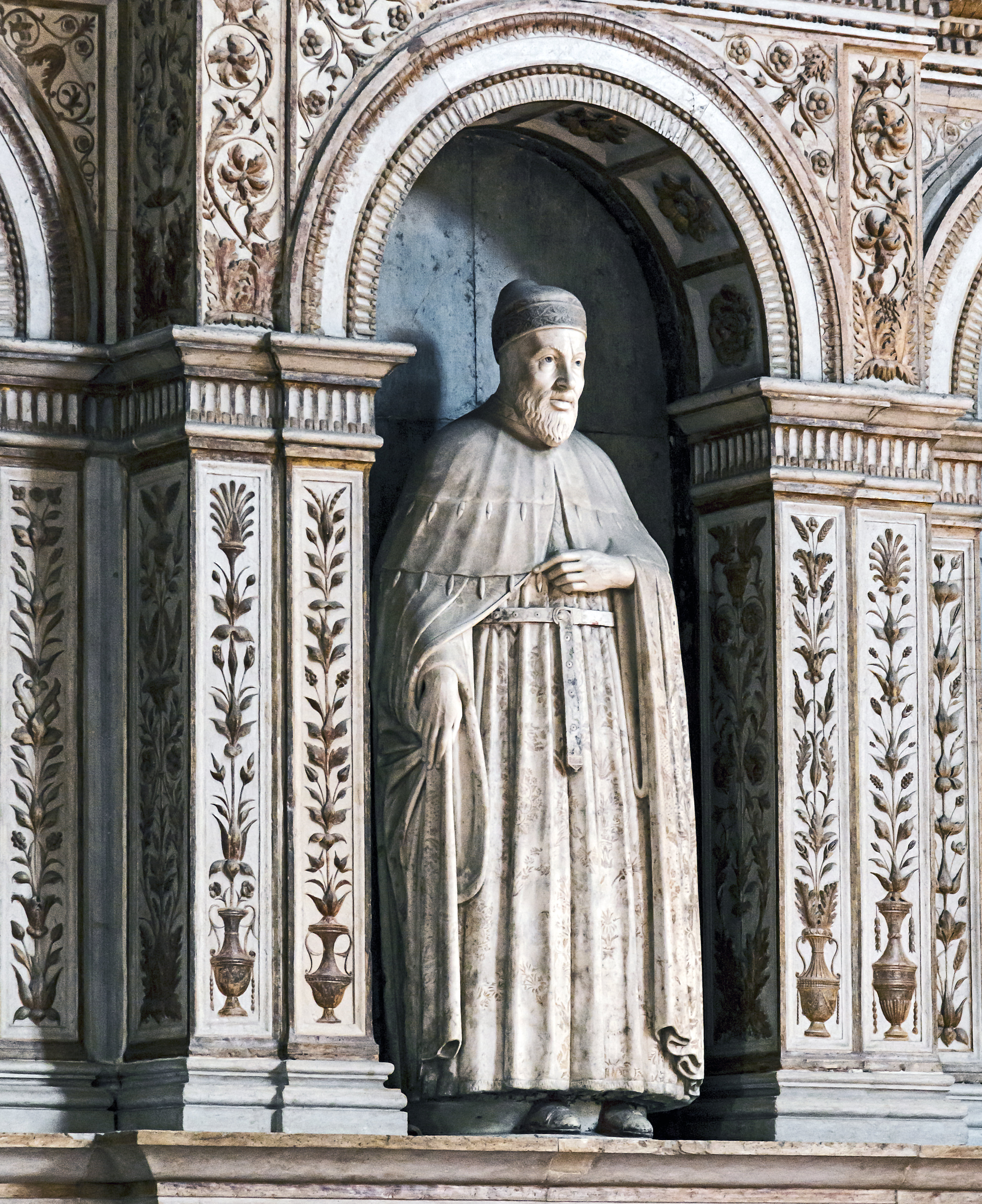
Skulptur des Niccolò Tron an seinem Grabmal in der Frari-Kirche

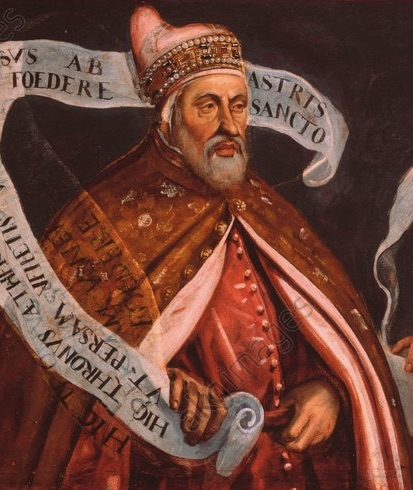
Domenico Tintoretto (1560–1635): Porträt des Dogen innerhalb der Serie von Dogenporträts im Saal des Großen Rates im Dogenpalast aus dem Jahr 1590, Öl auf Holz

Niccolò Tron, auch Niccolò Troncone oder Niccolò Trono (* zwischen 1396 und 1399 vielleicht in Venedig; † 28. Juli 1473 ebenda) war von seiner Wahl am 23. November 1471 bis zu seinem Tod, folgt man der staatlich kontrollierten Geschichtsschreibung der Republik Venedig, ihr 68. Doge.
Er absolvierte nicht die übliche Ämterlaufbahn, sondern kam auf Rhodos, wo er 15 Jahre lebte, zu erheblichem Vermögen, dann auf Fernhandelsreisen zwischen dem Maghreb und der Krim. Erst mit 50 begann sein Aufstieg in der Ämterhierarchie, vor allem in die höchsten Ratsgremien. Hohes Prestige erlangte er durch die Siege der von ihm geführten Flotten gegen die Osmanen, noch mehr, als sein Sohn im Kampf um die Insel Negroponte ums Leben kam, die zweitgrößte Insel der Ägäis.
Seine Wahl zum Dogen erfolgte trotz des Vorwurfs, auf Rhodos Wucher getrieben zu haben. In seiner kurzen Amtszeit wurde der Erwerb Zyperns vorbereitet. Seine Bündnispolitik gegen die Osmanen blieb jedoch ohne Wirkung. Es kam zu Auseinandersetzungen mit dem Papst. Unter ihm begann der Ausbau des Arsenals, auch reformierte er das Münzwesen. Nach einem Versuch der Ämterhäufung in der Hand der Familie wurde die Verleihung solcher Machtpositionen an die Söhne des jeweiligen Dogen strikt untersagt.

## Familie

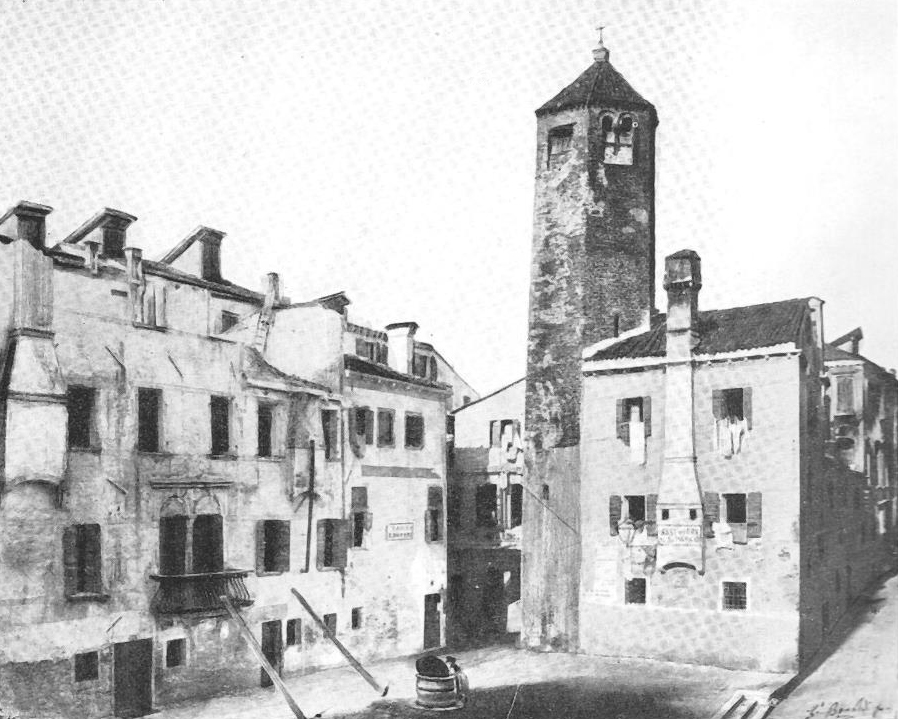
Der Glockenturm der im Jahr 1871 abgerissene Kirche San Paternian, die dem Campo Manin weichen musste, weil Daniele Manin dort gewohnt hatte.

Die Familie Tron ist seit 1158 beurkundet. Sie gehörte zu den case nuove. Nicolò Tron wurde zwischen 1396 und 1399 als einer der vier Söhne eines Luca Tron geboren, der als Avogador di Comun – als eine Art Rechtsvertreter der Kommune – und als Dogenrat hervorgetreten war. Dieser war wiederum ein Sohn des Donato aus dem Familienzweig von San Paternian, sowie der Lucia, genannt Bianca, Tochter des Antonio di Nicolò Trevisan (aus der Gemeinde Sant’Angelo). 
Verheiratet war Niccolò Tron ab 1424 mit der wegen ihrer Schönheit gerühmten Dea Morosini († 1478), mit der er wenigstens zwei Söhne hatte, nämlich Filippo und Giovanni. Giovanni wurde allerdings 1471 in osmanischer Gefangenschaft gevierteilt, Filippo lebte bis 1501. Darüber hinaus hatte das Paar fünf Töchter, nämlich Franceschina, Cassandra, Cecilia, Lucia und Orsa. Diese wurden in die adligen Familien Dolfin, Duodo, Michiel, Querini und Contarini eingeheiratet, einflussreiche Großfamilien, mit denen das Elternpaar enge Kontakte unterhielt. Die männliche Linie starb mit dem Sohn Filippo aus. Das Erbe wurde von den Procuratori de supra kommissarisch verwaltet. 1514 erbrachte es immer noch eine jährliche Rendite von 500 Dukaten.

## Leben

### Ehepolitik, Handelstätigkeit und Leben auf Rhodos, Investitionen inmude

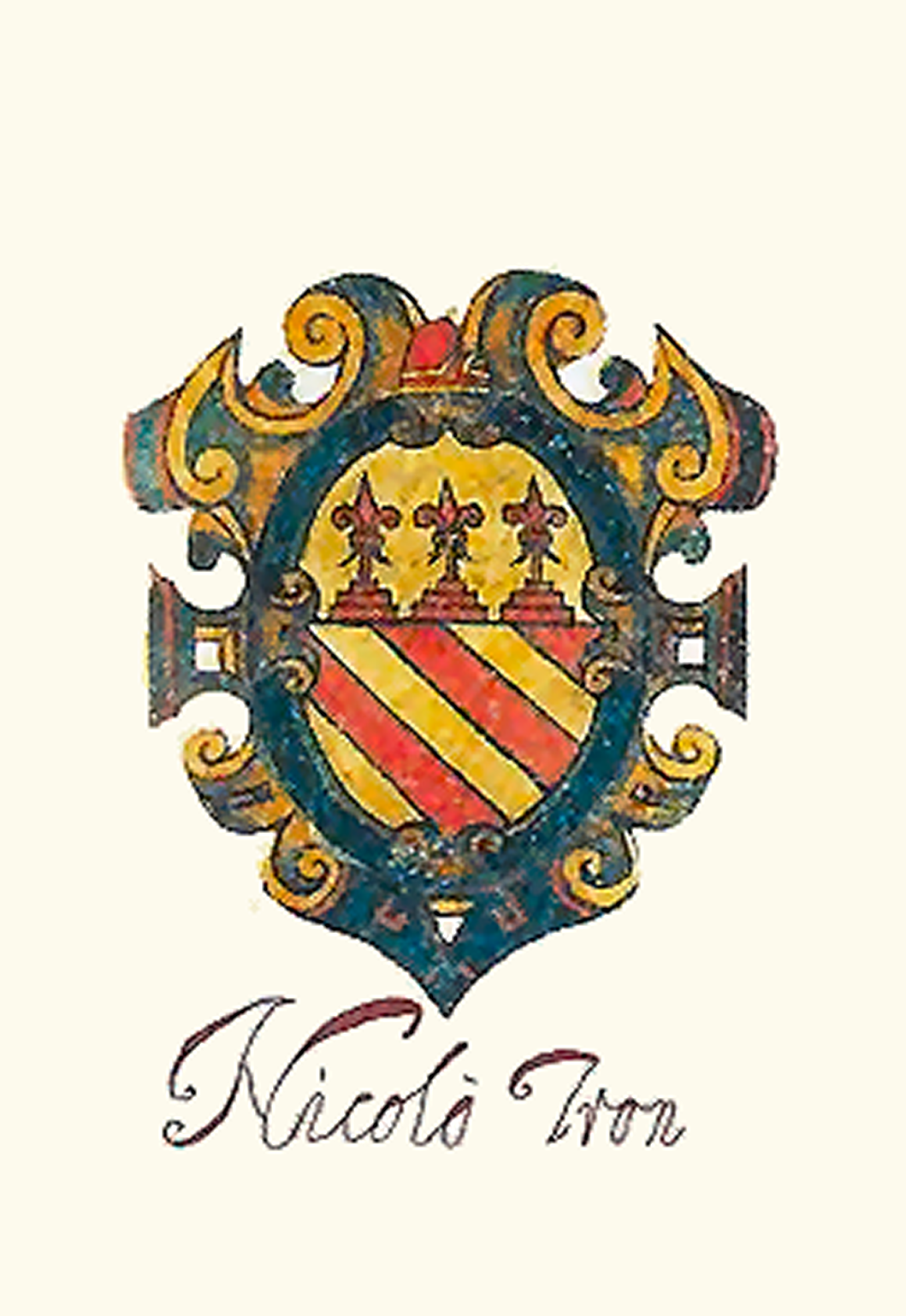
Wappen des „Nicolò Tron“, frühes 17. Jahrhundert

Obwohl er 1421 deutlich über 20 Jahre alt war, taucht er nicht in den Registern der jungen Männer auf, die versuchten, über eine Art Losverfahren in den Großen Rat zu gelangen. Dieses Verfahren, Barbarella genannt, auch Balla d’oro, gestattete es den Kandidaten, vorzeitig, nämlich vor ihrem 25. Geburtstag im größten Wahlgremium der Republik einen Sitz zu erlangen. 
Angeblich war Tron in jungen Jahren mit der Veroneser Adligen Laura Nogarola verheiratet, wie spätestens seit Ende des 16. Jahrhunderts immer wieder behauptet wird. Doch gibt es keinerlei Belege dafür. 1424 heiratete er jedenfalls Dea (Alidea), Tochter des Silvestro Morosini dalla Sbarra, Gesandter in Frankreich und Provveditore dell’Armata. Zur gleichen Zeit heiratete Trons Schwiegervater Silvestro, der zum zweiten Mal verwitwet war, Agnese Tron, Cousine Nicolò Trons. Diese enge Verbindung der beiden Familien verstärkte die finanzielle Kooperation und die Zusammenarbeit im Handel. Filippo und Giovanni, die beiden Söhne des Nicolò und der Dea, sollten für die Dogenherrschaft eine wesentliche Rolle spielen. 

Route der Muda Richtung Barberia, wie die Länder Nordwestafrikas genannt wurden, im Jahr 1458

Wegen des Ausschlusses von vielen Ämtern durch die Begrenzung der Zahl der Mitglieder aus ein und derselben Familie konzentrierte sich Nicolò Tron auf Handel und Finanzen vor allem im östlichen Mittelmeerraum. Er lebte 15 Jahre lang auf Rhodos und erwarb in dieser Zeit ein erhebliches Vermögen. Ihm standen am Ende etwa 60.000 Dukaten, teils bar, teils in investierter Form zur Verfügung, hinzu kamen Immobilien im Wert von 20.000 Dukaten.
Zunächst strebte Tron keine Ämter an, saß aber immerhin 1432 in der Quarantia, die zu dieser Zeit einen Gerichtshof darstellte. Nach seiner Rückkehr nach Venedig beteiligte er sich finanziell von 1444 bis 1452 an verschiedenen Fernhandelsreisen. So partizipierte er an den jährlich ausfahrenden Schiffskonvois – gemeinsam mit den Familienangehörigen seiner Frau –, den Mude, vor allem denen, die nach La Tana auf der Krim, nach Aigues-Mortes in Südfrankreich und in die Barberia fuhren, nach Nordwestafrika also.

### Ämterlaufbahn (ab 1445)

#### Verwaltung der Zwangsanleihen (1446), Flottenführer in der Romania (1449–1450)
Vielleicht bedingt durch den Tod seines älteren Bruders Donato schwenkte Tron in Richtung Ämterlaufbahn. Dabei passte es zu seiner bisherigen Tätigkeit, dass er 1446 zum Ufficiale agli Imprestidi gewählt wurde. In dieser Position befasste er sich mit der Verwaltung der für die Staatsfinanzierung überaus wichtigen Anleihen (imprestiti), meistens Zwangsanleihen. 
1449 bis 1450 bekleidete er erstmals ein militärisches Amt, nämlich das eines Capitano delle galere di Romania, was wiederum gut zu seinen Erfahrungen in diesem Raum passte, nämlich dem als Romania bezeichneten, ehemaligen Machtbereich der Byzantiner, die sich selbst als Römer gesehen hatten. Doch lehnte er das Amt eines Kastellans von Modon ebenso ab, wie das eines Duca di Candia, eines Statthalters auf Kreta. 

#### Im inneren Kreis: Senator, Consigliere ducale, Terraferma
Ab 1445 saß er stattdessen regelmäßig in den bedeutendsten Ratsgremien. Diese waren der Senat (entweder unter den Pregadi oder als Angehöriger einer Zonta, eines Sondergremiums), dann im Collegio als Savio di Terraferma, schließlich ab 1454 als Savio del Consiglio, auch Savio grande genannt, und im Rat der Zehn. Nachdem sich sein Vater aus der Politik zurückgezogen hatte, wurde er wiederholt zum Dogenrat (Consigliere ducale) für das Stadtsechstel San Polo gewählt.
Nur zwei Mal wurde er in ein Amt auf dem oberitalienischen Festland, der Terraferma, gewählt, nämlich 1451 als Podestà von Bergamo – er zog es indes vor, im Consiglio zu bleiben – und 1461 als Capitano von Padua (wo sein Vater 1444–1445 und 1450–1451 diesen Posten ausgefüllt hatte). Damit war Tron im innersten Machtzirkel angelangt.

#### Beteiligung an Dogenwahlen, Bündnis mit Persern und Seekampf gegen Osmanen (ab 1463)
1457, nach dem überaus langen Dogat Francesco Foscaris, saß er in zwei Wahlgremien des mehrstufigen Verfahrens zur Wahl eines neuen Dogen.

Reich des Uzun Hasan im Jahr 1478

1463, als sich Venedig mit dem persischen Herrscher Uzun Hasan gegen die Osmanen verbündet hatte, wurde Tron zum Capitano generale da Mar gewählt, womit ihm höchste Aufgaben der Seekriegsführung zukamen. In diesem Amt bewies er strategisches Talent und konnte verschiedene Seeschlachten zu seinen Gunsten entscheiden. Diese verschafften ihn erhebliches Prestige, so dass er 1464 zu den vier Consiglieri des Dogen Cristoforo Moro zählte. Diesen Vieren wurde der Anspruch auf eigene Standarten und Hornisten eingeräumt – ein in Venedig äußerst seltenes Recht.

#### Rom, Prokurator für den Kirchenbau San Marco, Tod des Sohnes Giovanni (1471)
Wenige Monate später reiste er in einer Delegation zum neuen Papst Paul II. (dem Venezianer Pietro Barbo). Schließlich wurde er am 12. Februar 1467 Procuratore di S. Marco de supra, womit er das im Ansehen zweithöchste Amt nach dem Dogen bekleiderte, das zudem auf Lebenszeit vergeben wurde. Seit 1453 hatten die Prokuratoren zudem einen permanenten Sitz im Senat. Im Gegensatz zu den Procuratori de citra, die sich um karitative Aufgaben kümmerten, und um die Vollstreckung von Stiftungen und Testamenten, war ein Procuratore de supra eher für den Kirchenbau selbst, und allen daran hängenden Aufgaben zuständig, darunter Besitz und Finanzierung.
Drei Jahre später ereilte ihn jedoch eine persönliche Katastrophe. Sein Sohn Giovanni wurde beim Kampf gegen die Osmanen um die Insel Negroponte gefangen genommen. Er wurde hingerichtet. Als äußeres Zeichen seiner Trauer rasierte Niccolò Tron seinen Bart nicht mehr.

#### Dogenwahl
Im nächsten Jahr starb der Doge Cristoforo Moro, und Tron galt, allein schon wegen seines Sohnes, der im Kampf gegen die ‚Ungläubigen‘ gefallen war, wie die Zeitgenossen es sahen, als Favorit. Seine Konkurrenten waren der Humanist Ludovico Foscarini und die späteren Dogen Piero Mocenigo und Andrea Vendramin. 
Tron wurde als einer der Correttori della Promissione ducale gewählt, die den Amtseid des zukünftigen Dogen zu überarbeiten hatten. Er nahm an vier Wahlgängen teil, darunter dem letzten, in dem 41 Patrizier ihre Stimme abgeben mussten. Seine Gegner versuchten, ihn wegen angeblichen Wuchers auf Rhodos zu diskreditieren. Tron räumte dies ein, berief sich aber auf seine große Nützlichkeit für den Staat. So wurde er, nicht zuletzt wegen seiner materiellen Erfolge, am 23. November zum Dogen gewählt.

### Das Dogenamt

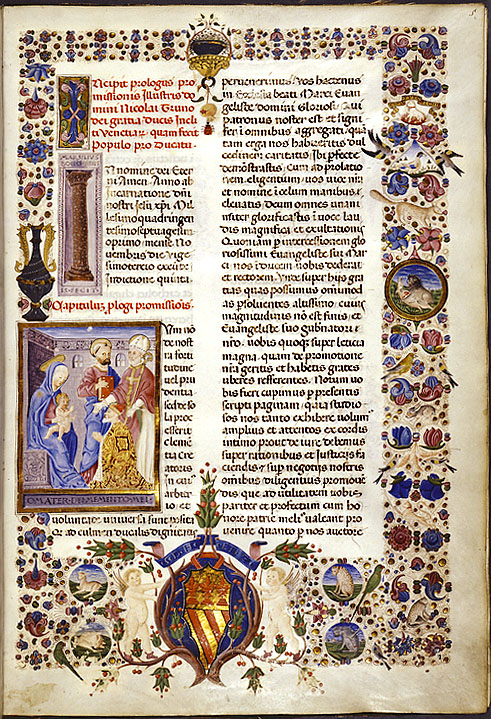
Die promissio ducale, der Amtseid des Dogen von 1471

In Trons Amtszeit, auch wenn sie weniger als zwei Jahre dauerte, fielen wesentliche Ereignisse. So fuhr er im Februar auf dem Staatsschiff, dem Bucintoro, mit Caterina Corner an Bord nach San Nicolò di Lido. Dort schiffte sich die Adlige ein, um nach Zypern zu reisen, wo sie den König der wichtigen Insel, Jakob II. heiraten sollte. Doch starb der König bereits am 10. Juli 1473. Damit waren unter dem Blickwinkel des anstehenden Erbgangs die Voraussetzungen gegeben, mit deren Hilfe sich Venedig die Insel später aneignete – auch wenn dies nicht vorhersehbar war. In jedem Falle konnte Venedig seinen Einfluss auf der Insel verstärken.
Diese weitgespannte Machtpolitik erforderte mehr und größere Schiffe. Daher begann im Juni 1472 der Bau des Arsenale nuovissimo, des jüngsten Teiles des Arsenale, der staatlichen Schiffswerft.
Mit dem besagten Uzun Hasan, mit dem Tron schon als Flottenführer Kontakt aufgenommen hatte, kam es zu einem Bündnis gegen die Osmanen. Mit Karl dem Kühnen von Burgund fand der Doge einen weiteren Verbündeten. Die Liga mit dem Herzog von Burgund wurde am 15. Juni 1472 geschlossen und am 14. August öffentlich gemacht. Allerdings blieb dieses Bündnis folgenlos, da Karl 1477 starb.
Am 15. Februar 1472 befahl der Rat der Zehn und eine Zonta die Verhaftung der Schwester des 1471 verstorbenen Papstes Paul II. Zu dieser Isabetta Barbo Zeno kamen zwei Neffen, Söhne des Bruders, dazu einige Patrizier, denen Spionage vorgeworfen wurde. Diese sei wiederum von Kardinal Giovanni Battista Zeno, Isabettas Sohn, und seinem Cousin Giovanni Michiel angetrieben worden, die sich nicht nur die Gunst des neuen Papstes zu erwerben suchten, sondern auch dessen Abneigung gegen Venedig stärkten, da ihr Anspruch auf die Bistümer Vicenza und Verona nicht bestätigt wurde. Auf Vorschlag des Dogen wurde Isabetta nach Capodistria auf Istrien verbracht. Diese Verbannung sollte nach dem Willen des Antonio Venier, dem Haupt (capo) der Zehn, auf Dauer sein, nicht nur auf zehn Jahre. Für Pantalon Barbo forderte Tron lebenslangen Kerker, eine Haft, die zwar abgemildert wurde, doch durfte Barbo auf Lebenszeit in keinerlei Amt mehr gewählt werden.

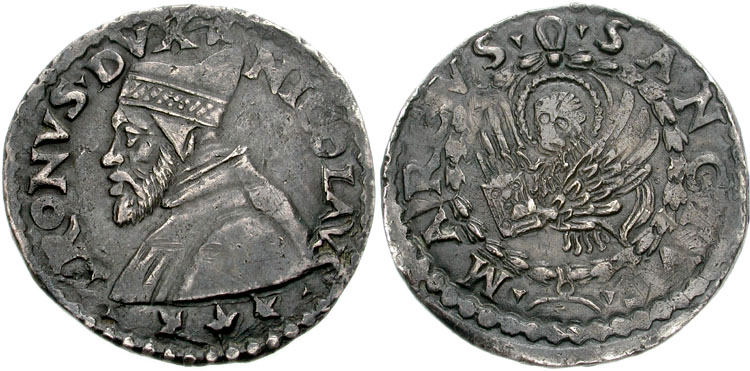
Die Lira Tron, Avers und Revers; die Prägung stellt insofern einen Bruch mit der Tradition dar, als hier der Doge auf dem Avers nicht kniend vor dem Evangelisten Markus dargestellt wird, sondern eher als eine Art individuellen Porträts, während der Evangelist symbolhaft als geflügelter Löwe mit dem aufgeschlagenen Evangelium auf dem Revers erscheint.

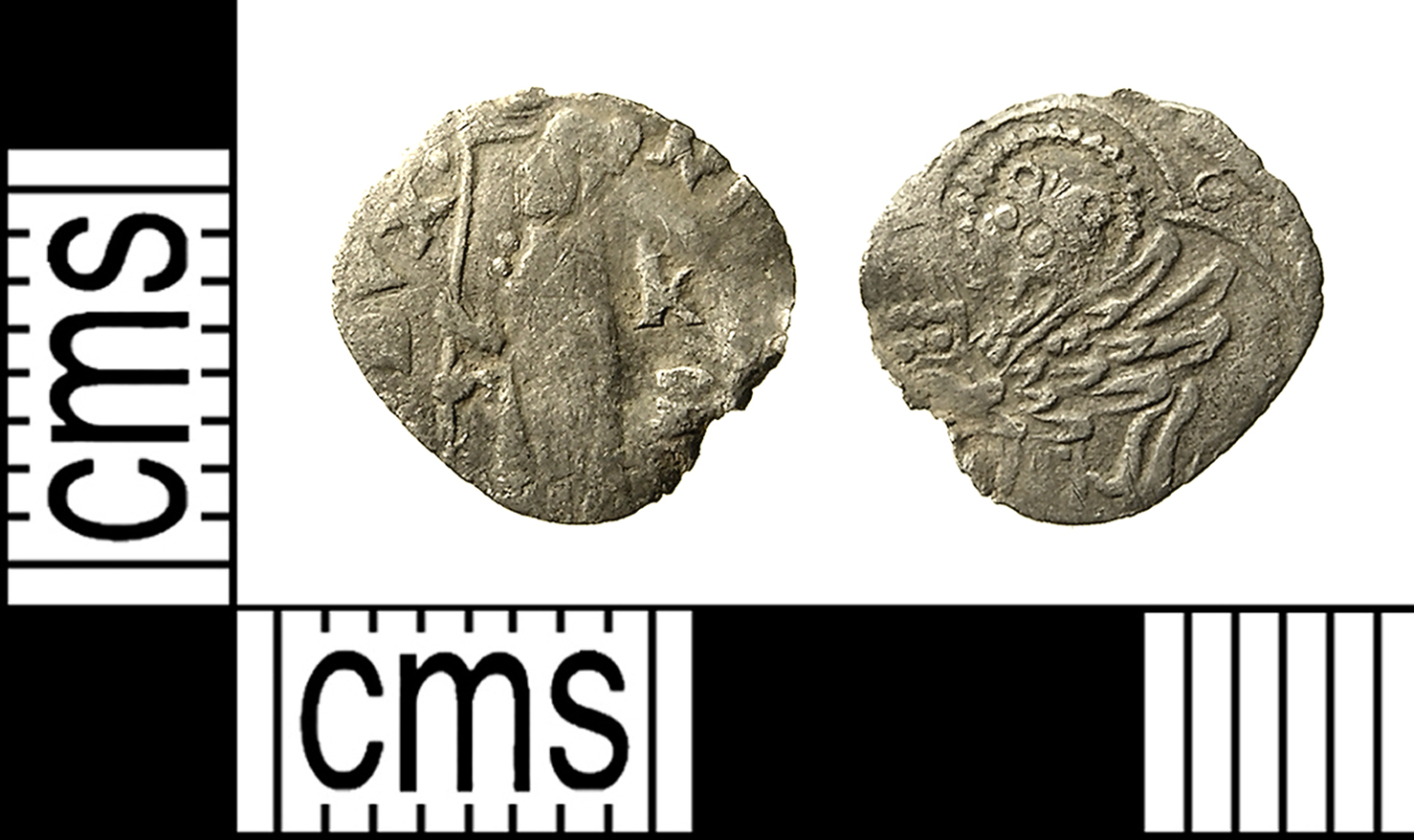
Auf der Isle of Wight entdeckter, stark beschädigter Soldino mit dem gleichen Bildprogramm; dieses wurde nicht nur auf die Goldmünzen des Fernhandels, sondern auch auf Münzen des Kleinhandels angewandt.

Tron reformierte zudem das venezianische Münzsystem, wenn auch sein Anteil daran schwer zu ermessen ist. Immerhin brachte er reichlich Erfahrung ein. Man schuf eine neue Münze, den Tron, der den Kopf des Dogen in der Art antiker Münzen im Profil zeigte, und der damit gegen venezianische Gepflogenheiten verstieß, in denen jede Art von Personenkult im Zusammenhang mit der Republik abgelehnt wurde. Die Münzreform diente aber weniger seiner persönlichen Eitelkeit, sondern sie sollte der Entwertung der für den Handel und die Binnenwirtschaft wichtigen Münzen entgegenwirken. Außerdem hatte schon einmal das Bildnis eines Dogen, nämlich das von Cristoforo Moro auf einer Münze geprangt. Höchst gefährlich war es, dass das gute Geld vom Markt verschwunden was, was man laut Marin Sanudo für schlimmer hielt, als den Verlust von Negroponte. Man beschloss daher zum ersten Mal, die bisher nur als Rechenmünze genutzten Lira, die 20 Soldi à 12 Piccoli entsprach, und die tatsächlich seit langem als Hartgeld umliefen, nun gleichfalls in harter Münze zu prägen. Gleichzeitig wurde die Prägung des silbernen Grosso ausgesetzt. Kurz vor dem Tod des Dogen wurde zudem eine Münze im Wert einer halben Lira geprägt. Der entschlossene Kurs der „Zehn“ sorgte dafür, dass in den kommenden 45 Jahren ein Golddukaten immer 124 Silbersoldi entsprach. Für den Handel wurde ein Grossetto geprägt, dazu ein teurerer Grossone, der so viel Silber enthielt, dass 24 Grossoni wieder wie früher einem Dukaten entsprachen. Der erzwungene höhere Wert der Münzen sorgte allerdings in den beiden nächsten Jahrzehnten dafür, dass viele Münzen thesauriert oder eingeschmolzen wurden, so dass in den 1490er Jahren die meisten dieser Münzen vom Markt verschwanden.
Zwar riefen die Festivitäten und die neue Rolle der Dogaressa aus dem Hause Morosini, die in überaus prachtvollen Kleidern in der Öffentlichkeit erschien und die sich zur Feier ihrer Amtsübernahme vom Bucintoro vor dem Palast ihrer Geburt abholen ließ, schon eine gewisse Abneigung hervor, doch diese wurde erheblich gesteigert, als ihr gemeinsamer Sohn Filippo Tron zum Capo der Zehn gewählt wurde. Eine solche Machtposition war den Söhnen der Dogen nämlich strikt untersagt, denn damit, so die Auffassung der Staatsgeschichtsschreibung, hatte Venedig sehr schlechte Erfahrungen gemacht. Zwar ruderte sein Vater sogleich zurück, doch dieser Versuch, noch mehr Macht für die Familie zu gewinnen, wurde nicht vergessen. Das ausdrückliche Verbot, seine Söhne in eine solche Machtposition zu bringen, wurde später in den Amtseid des Dogen aufgenommen, die promissione ducale.

## Tod und Grabmal

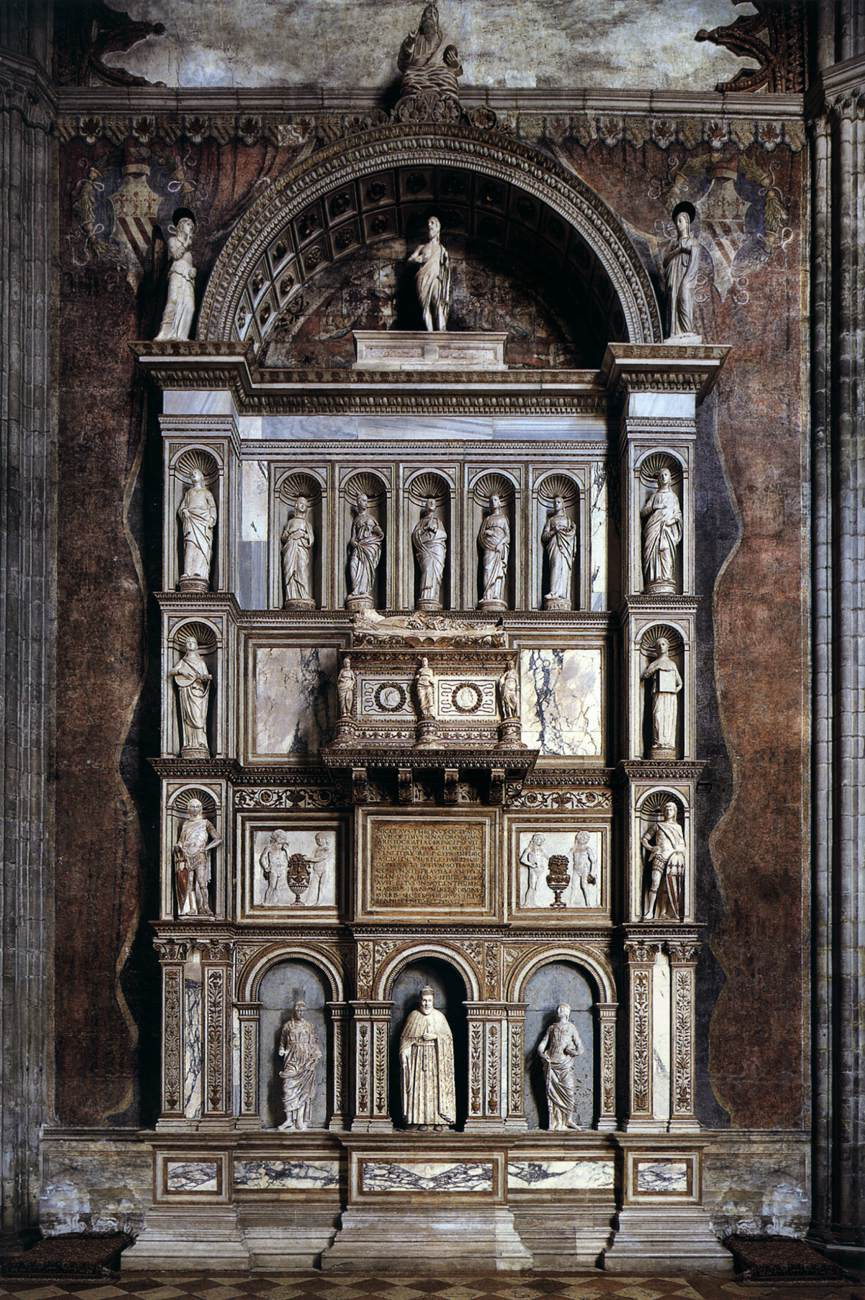
Grabmal in der Frari-Kirche

Tron starb am 28. Juli 1473. Sein Grabmal wurde von seinem Sohn Filippo im Chor der Frari-Kirche errichtet; mit dieser war die Familie seit mindestens zwei Generationen verbunden. Entwurf und Bauleitung wird dem Baumeister am Dogenpalast, Antonio Rizzo, zugeschrieben. Finanziert wurde das monumentale Denkmal, so steht es in der Inschrift, mit der Beute Trons aus den Türkenkriegen. Der Doge wird zwar im Grabmal glorifiziert, wie es längst üblich war, doch er ist explizit als Primus inter pares dargestellt, als Erster unter Gleichen, sogar, wie es in der Inschrift heißt, als „optimus aristocratiæ princeps“. Die Aufstellung gegenüber dem allzu autokratisch herrschenden und daher abgesetzten Dogen Francesco Foscari weist ihn geradezu als Verteidiger der Republik aus. Solcherlei Selbstglorifizierung war im außerkirchlichen Bereich per Gesetz untersagt; sie stieß vielfach auf Kritik. Trons Witwe Dea Morosini wollte nicht dort beigesetzt werden. Sie bevorzugte ein bescheidenes („umile“) Grabmal in San Giobbe, der Hiobskirche.